# Helmovka medonohá
Helmovka medonohá (Mycena renati) jinak také helmovka žlutonohá je druh houby z čeledi helmovkovité (Mycenaceae).

## Znaky
Klobouk dorůstá do šířky 1–3 cm, je radiálně rýhovaný, na okraji rýhovaný, v mládí zvoncovitý pak postupně dostává tvar kuželovitý. Pokožka má růžovou až hnědou barvu, okraje bývají zpravidla světlejší. Často bývá popraskaná.
Bílé až narůžovělé lupeny jsou ke třeni zaobleně přirostlé, na klobouku poměrně řídce uspořádané. Výtrusný prach je bílý.
Třeň může být 2–7 cm dlouhý, je válcovitý, tenký, dutý, hladký, zlatožlutý, někdy s oranžovým či medovým nádechem. 
Tenká, bílá až zažloutlá dužnina má slabý, čpavkový odor a mírnou chuť.

## Užití
Nejedlá houba.

## Ekologie
Tato helmovka roste trsovitě od června do listopadu na trouchnivějícím dřevě listnatých, vzácně i jehličnatých stromů, preferuje olše, lísky a buky.

## Rozšíření
Houba je rozšířena v oblastech Evropy, Blízkého východu, Severní Ameriky, Brazílie, Kanárských ostrovů a východního Ruska.

## Galerie

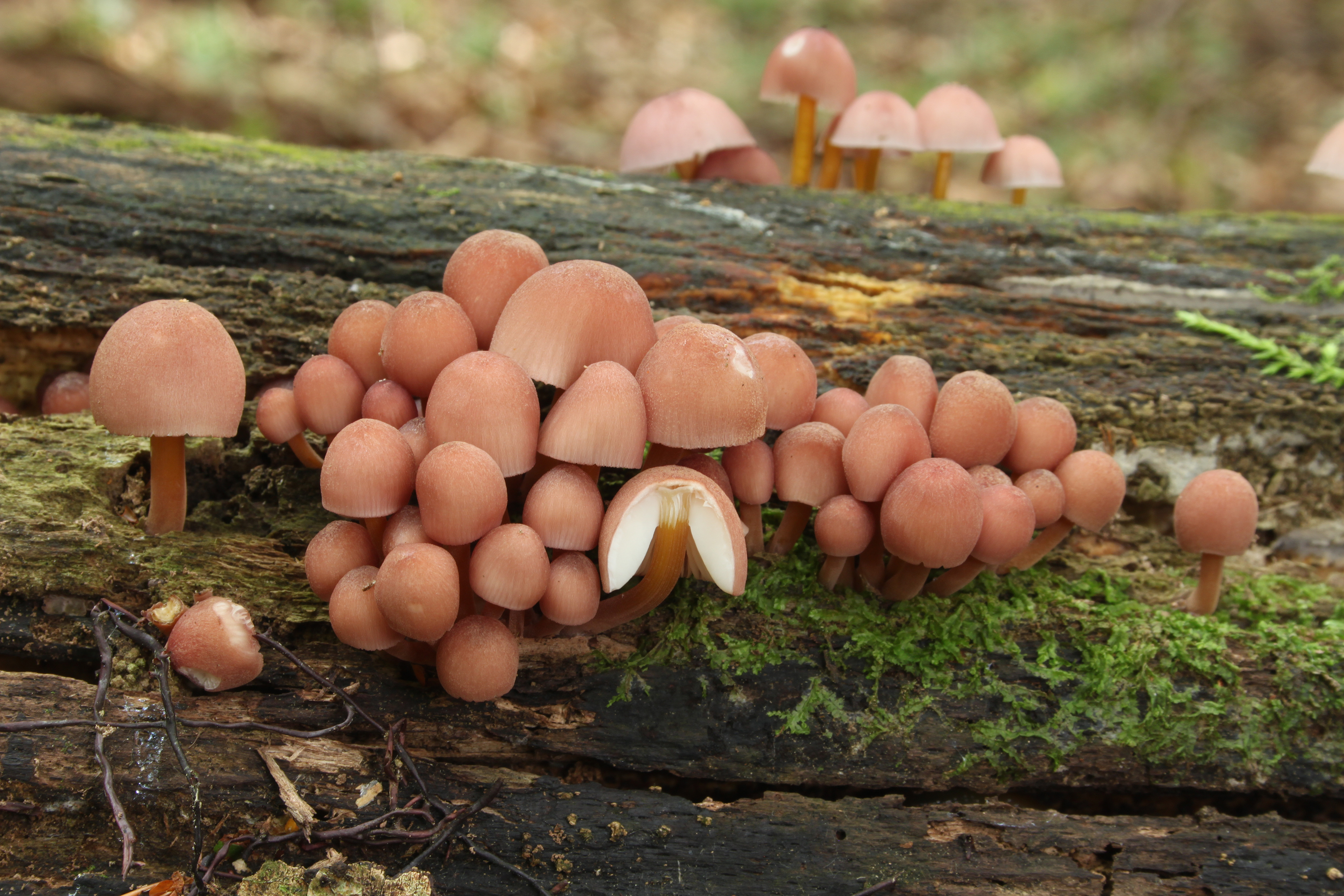
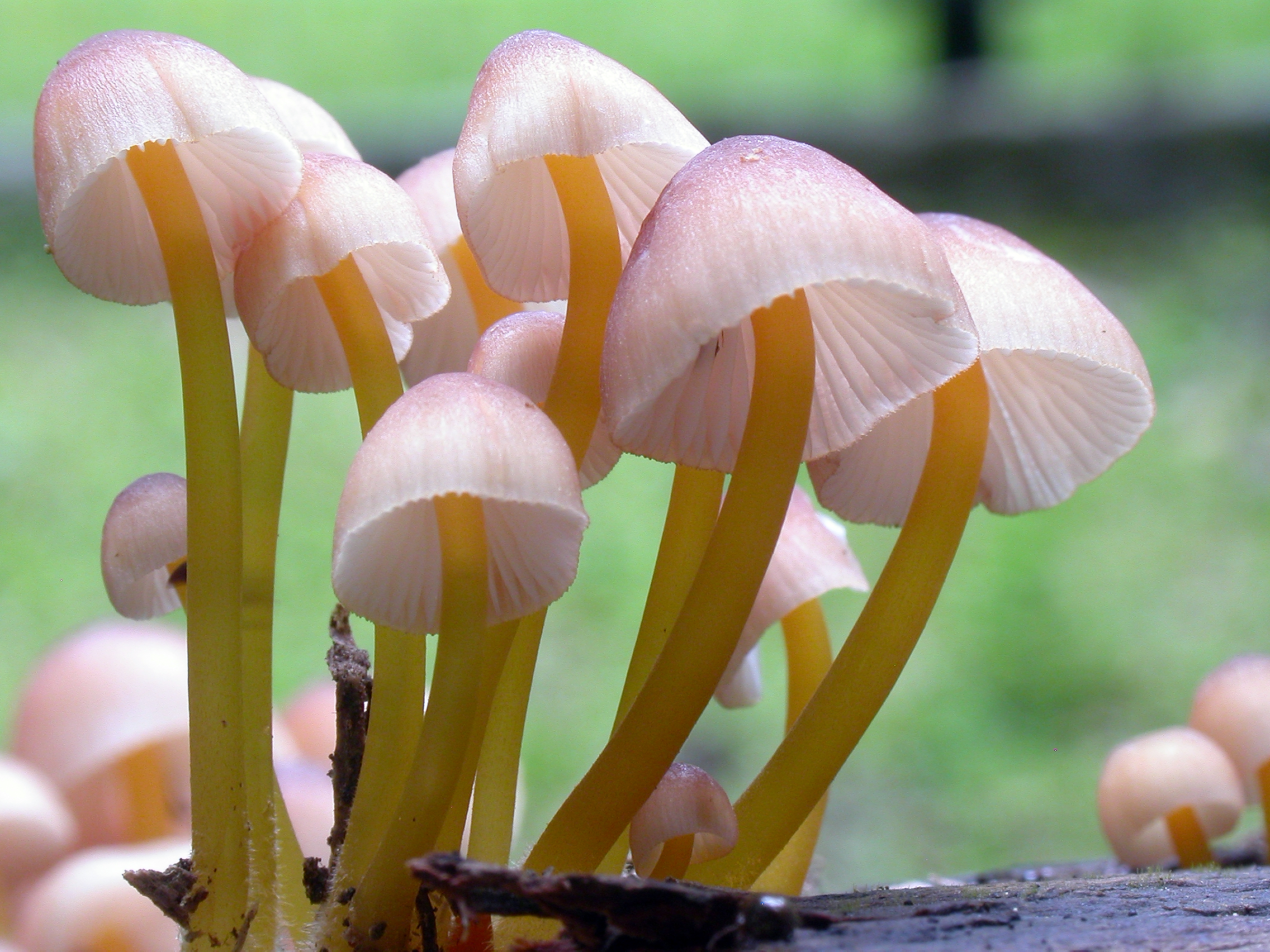
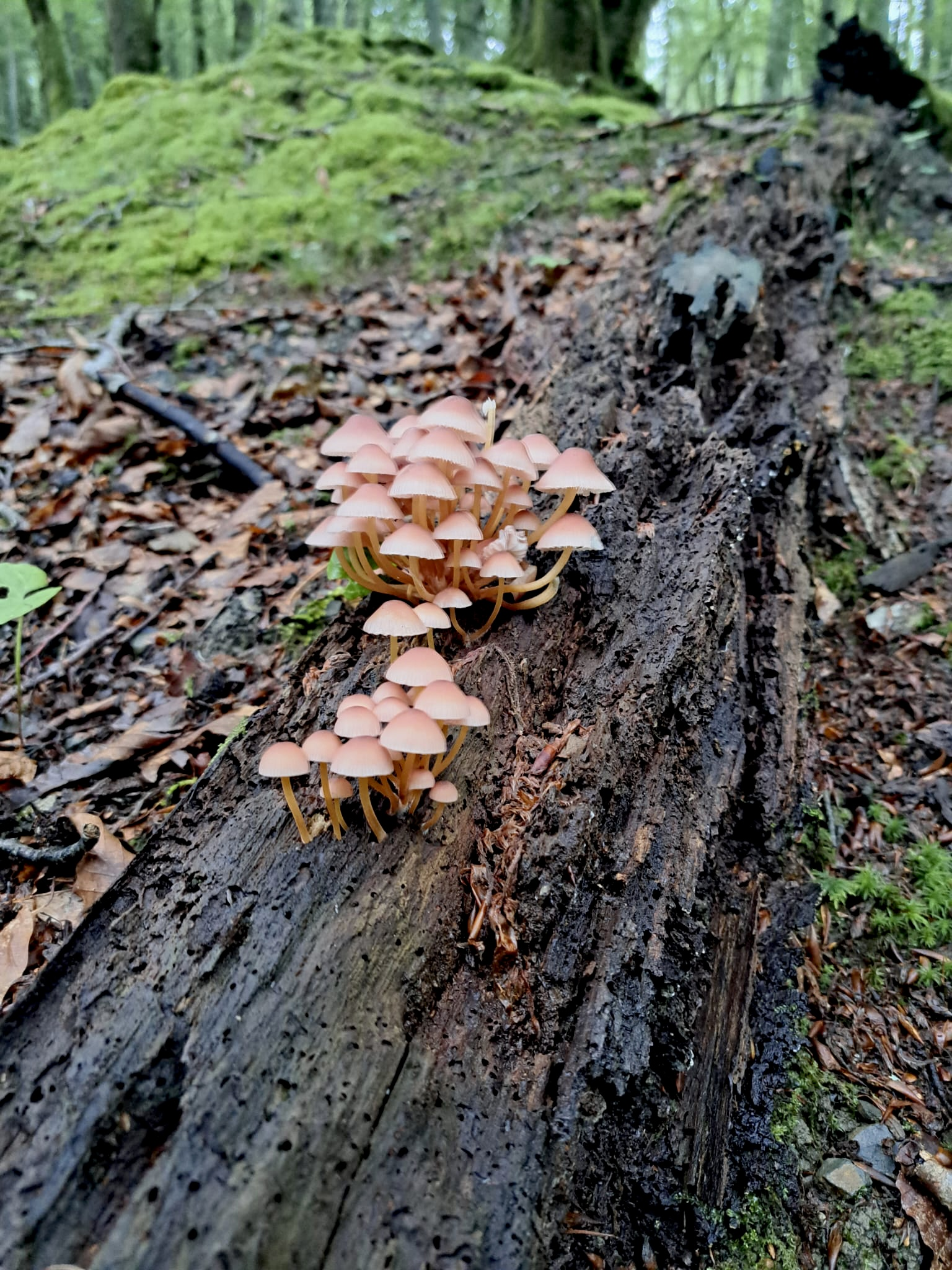
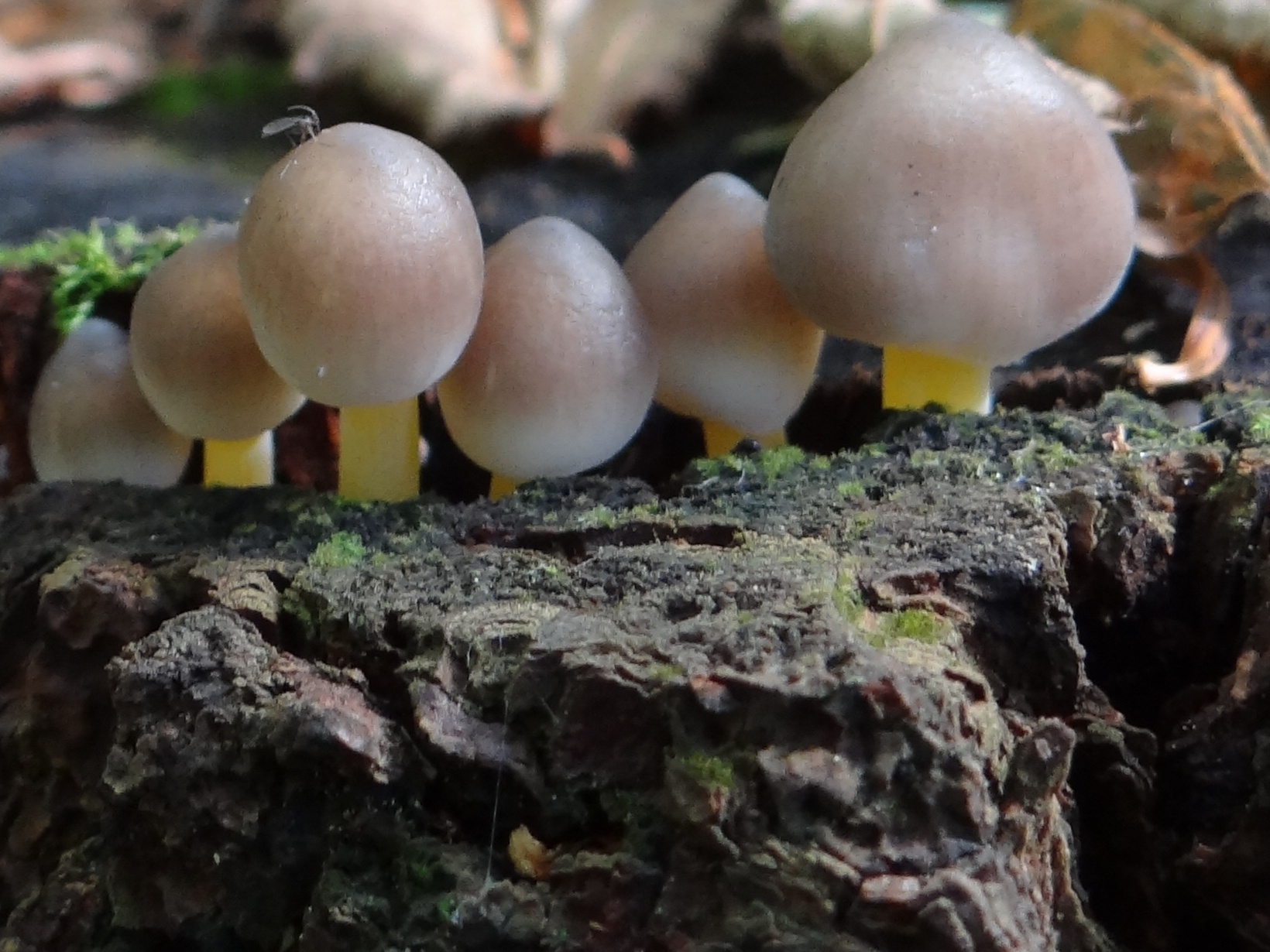
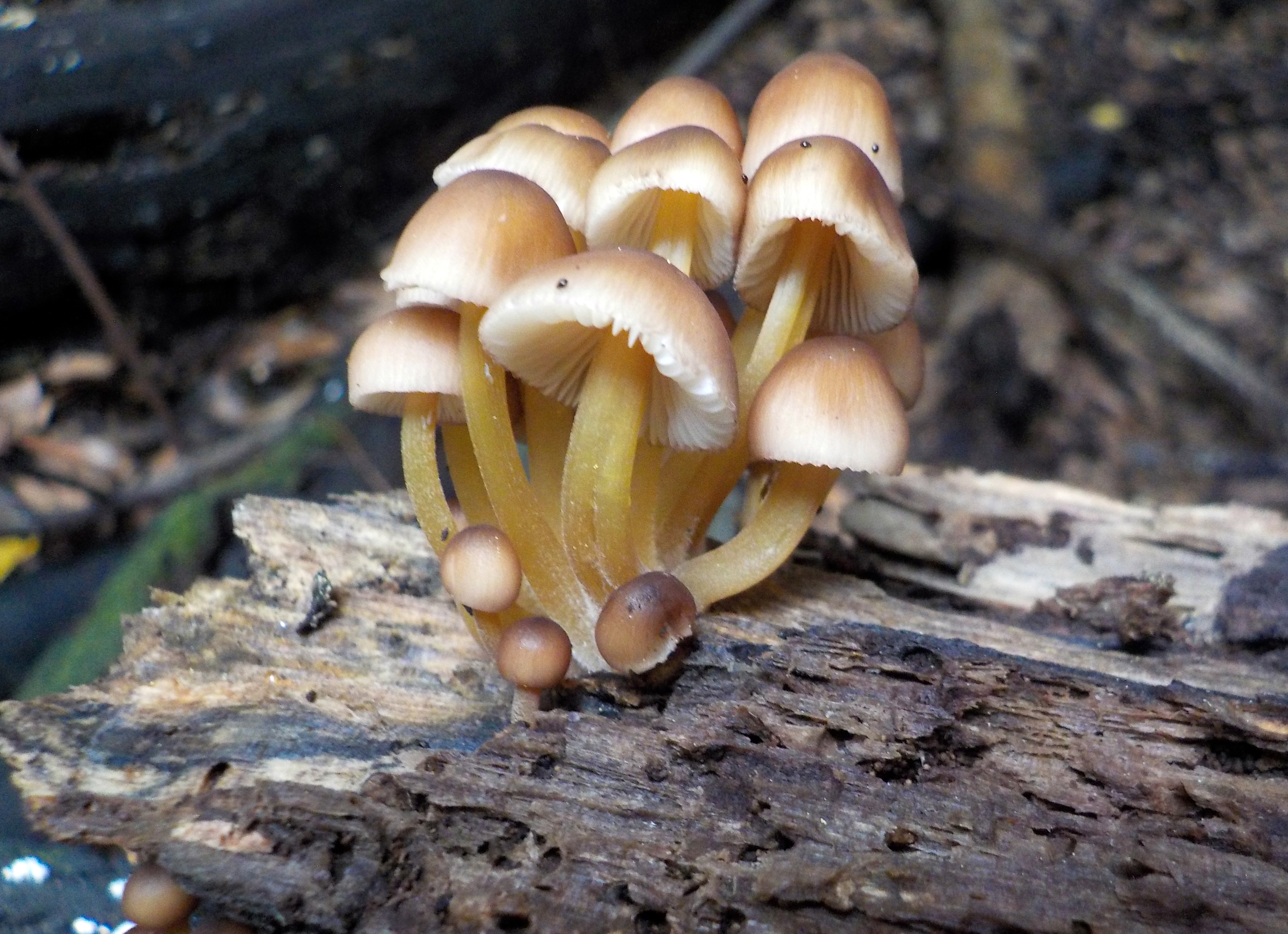

## Možnost záměny
- Helmovka jehličková (Mycena acicula) – liší se drobnějšími plodnicemi